# Michael Obiku
Michael Obiku (Warri, 1968. szeptember 24. –) nigériai válogatott labdarúgó.
A nigériai válogatott tagjaként részt vett az 1988. évi nyári olimpiai játékokon.

## Statisztika
| Nigériai válogatott | Nigériai válogatott | Nigériai válogatott |
| Időszak             | Mérk.               | gól                 |
| ------------------- | ------------------- | ------------------- |
| 1988                |                     |                     |
| 1989                | 3                   | 1                   |
| 1990                | 0                   | 0                   |
| 1991                | 0                   | 0                   |
| 1992                | 0                   | 0                   |
| 1993                | 1                   | 0                   |
| Összesen            | 4+                  | 1+                  |